# Jean-Baptiste Harlé
Pour les articles homonymes, voir Harlé.
Jean-Baptiste Harlé est un homme politique français né le 10 septembre 1773 à Saint-Quentin et mort le 2 décembre 1854 à Paris.

## Biographie
Propriétaire, il est député de l'Aisne de 1833 à 1834, après une élection contestée. Il siège au sein du Tiers-Parti.
Marié à Caroline Massieu de Clerval, sœur de l'amiral Auguste Samuel Massieu de Clerval, il est le père d'Auguste Harlé et de Samuel Henri Harlé.

## Sources
- « Jean-Baptiste Harlé », dans Adolphe Robert et Gaston Cougny, Dictionnaire des parlementaires français, Edgar Bourloton, 1889-1891 [détail de l’édition]